# Huyện Satkhira
Satkhira là một huyện thuộc division Khulna, Bangladesh. Huyện này có diện tích 3858 km², dân số năm 2002 là 1843194 người, mật độ dân số là 478 người/km².